# Шевоше Чёрного Принца (1356)
Шевоше Чёрного Принца (фр. Chevauchée du Prince Noir, англ. Black Prince's chevauchée) — конный рейд англо-гасконской армии под командованием наследника английского престола Эдуарда Чёрного Принца по Юго-Западной Франции, предпринятый в августе — октябре 1356 года, на первом этапе Столетней войны (Эдвардианская война). Принц во главе приблизительно шести тысяч человек двинулся из Бордо на север, в сторону Буржа, грабя местность, штурмуя замки и города и планируя на берегах Луары соединиться с двумя другими английскими армиями, шедшими с севера. В начале сентября он узнал о приближении основных сил французов во главе с королём Иоанном Добрым и начал отступать, но 19 сентября у Пуатье ему пришлось принять бой. Несмотря на численное превосходство противника, англичане одержали полную победу и даже взяли Иоанна Доброго в плен. После этого они продолжили отступление.

## Рейд
В 1355 году старший сын короля Англии Эдуарда III, тоже Эдуард, стал его наместником в Аквитании. Он предпринял грабительский рейд в Лангедок, увенчавшийся полным успехом, а на следующий год запланировал поход на север, рассчитывая на берегах Луары объединить свои силы с ещё двумя английскими армиями — Ланкастера, который должен был прийти из Бретани, и короля, шедшего из Кале. В начале лета 1356 года французское командование сосредоточилось на борьбе с Ланкастером, предпринявшим рейд по Нормандии, и оставило без внимания подготовку к походу принца Эдуарда.
К началу июля Эдуард собрал в Бержераке армию, включавшую три тысячи тяжеловооружённых всадников (англичан и гасконцев), две тысячи лучников (валлийцев и англичан) и ещё тысячу пехотинцев (главным образом гасконцев). С этими силами 4 августа он двинулся на север, причём в походе вся армия была на лошадях. Через два дня был взят и разграблен Перигё. После отдыха в Летере 15 августа армия разделилась на три баталии, которые пошли параллельными курсами, систематически разоряя вражескую территорию. Они охватывали полосу шириной более 50 миль (80 километров), при этом имея возможность объединить силы, если это потребуется, в течение одного дня. Эдуард продвигался медленно, не встречая никакого сопротивления, местное население бежало или сдавалось.
Король Франции Иоанн Добрый в это время осаждал Бретейль в Нормандии во главе большой армии, включавшей цвет французского рыцарства. Узнав о вторжении на юго-западе, он отказался снимать осаду. После неудачного штурма король добился от защитников крепости (приблизительно 20 августа) сдачи в обмен на сохранение жизни и огромную денежную сумму. После этого французская армия двинулась на юг. Она задержалась в Шартре, где получила подкрепления и осталась без пехоты: король решил распустить пехотинцев по домам, чтобы выиграть в мобильности и сэкономить на жаловании.
Эдуард сжёг пригороды Буржа, 28 августа разграбил Обиньи и вышел к Луаре. На другом берегу находилась армия Ланкастера, вторгшаяся в Турень из Котантена, но перейти реку вброд было невозможно, а мосты разрушили французы. 3 сентября принц взял штурмом замок Роморантен, затем двинулся к Туру, продолжая безуспешные поиски переправы через Луару. 10 сентября Иоанн Добрый со всей армией перешёл реку у Блуа. С этого момента Эдуард отступал на юг, а французы шли параллельным курсом, пытаясь отрезать противника от Гаскони и навязать ему бой. Двигаясь слишком быстро, они потеряли врага из виду и обошли его, сами того не зная. Принц, загнанный в угол между реками Эндр и Вьенна, решил вступить в сражение у Нуайе, к юго-востоку от Пуатье.

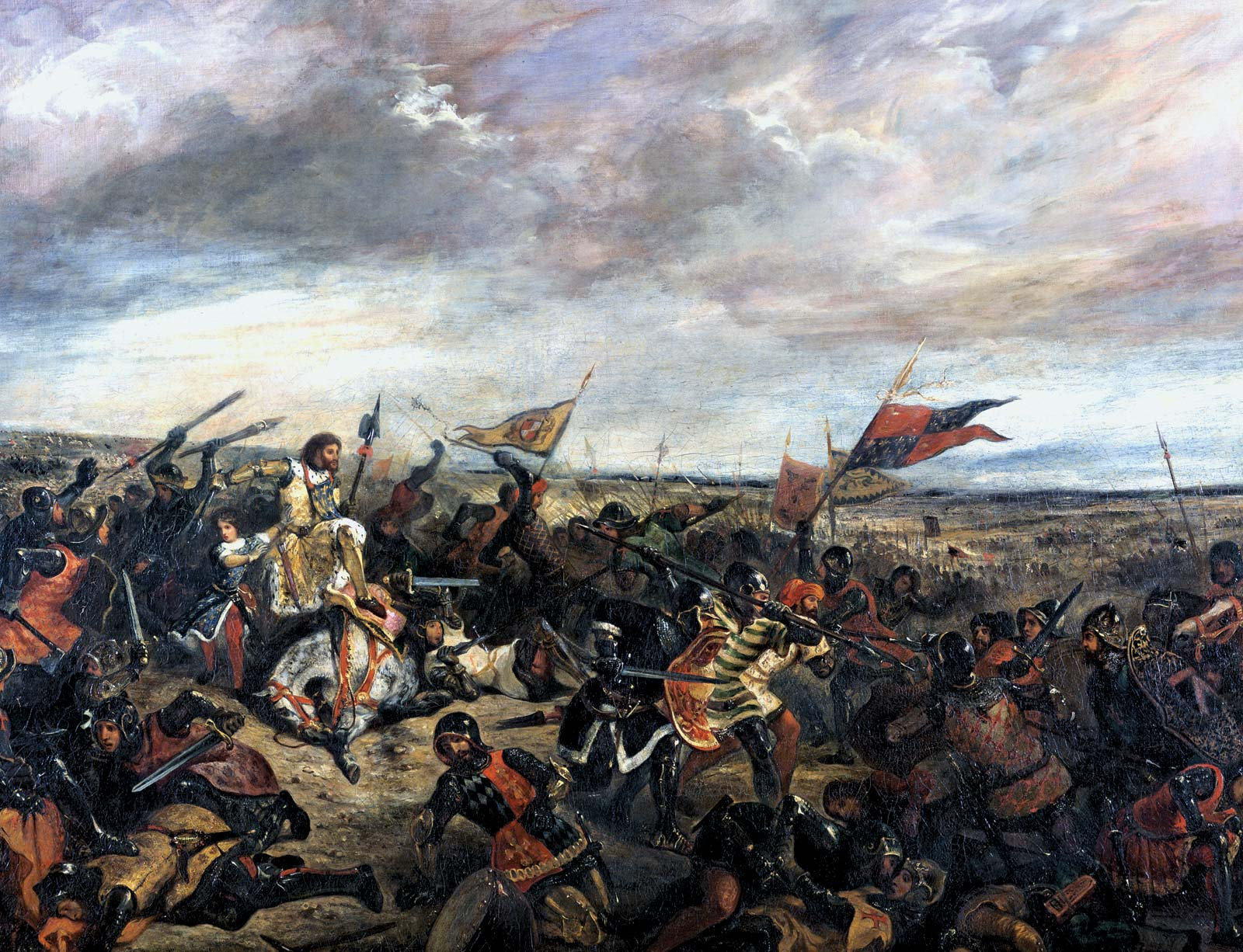
Битва при Пуатье. Эжен Делакруа. 1830

Англичане и гасконцы заняли возвышенное плато, французы разбили лагерь перед ними. Две армии простояли весь день 18 сентября: папский легат Эли де Талейран, кардинал Перигорский, добился установления на этот день Божьего перемирия и начал убеждать обоих командующих начать мирные переговоры. Принц Эдуард, зная, что его армия вдвое меньше и что провизия на исходе, согласился заключить перемирие на семь лет, вернуть пленных и крепости, занятые в ходе шевоше, но король Иоанн потребовал полной капитуляции. Поэтому на следующий день, 19 сентября, состоялась битва. Иоанн Добрый отверг предложение взять врага измором: он двинул в атаку всю армию и был наголову разгромлен. Множество знатных сеньоров и рыцарей погибло, сам король попал в плен.
Отдохнув после битвы, англо-гасконская армия продолжила путь на юг, причём двигалась медленно, перегруженная добычей и пленными. 16 октября принц Эдуард торжественно вступил в Бордо.

## Последствия
После битвы при Пуатье Франция оказалась охвачена политическим кризисом. Англичане и гасконцы теперь совершали набеги, не встречая сопротивления. В марте 1357 года было заключено перемирие на два года, а в мае 1358 года Иоанн Добрый, находясь в плену, подписал Первый Лондонский договор, предполагавший передачу Англии существенной части Французского королевства и выплату огромного выкупа. Наследник престола и Генеральные штаты отвергли и этот договор, и заключённый в 1359 году второй, боевые действия продолжились. В 1360 году в Бретиньи был подписан мир, положивший конец первому этапу Столетней войны.

## В художественной литературе
Шевоше Чёрного Принца описан в романе Мориса Дрюона «Когда король губит Францию», ставшем заключительной частью цикла «Проклятые короли». Повествование здесь ведётся от лица кардинала Перигорского.